# Zsuzsanna Tomori
Zsuzsanna Tomori, née le 18 juin 1987 à Budapest, est une handballeuse internationale hongroise.

## Palmarès

### Club
compétitions internationales
- vainqueur de la Ligue des champions en 2017, 2018 et 2019[2] (avec Győri ETO KC)
- vainqueur de la coupe d'Europe des vainqueurs de coupe en 2011 et 2012 (avec FTC Budapest)
- finaliste de la Ligue des champions en 2009 (avec Győri ETO KC)

compétitions nationales
- championne de Hongrie (NB I.) (7) en 2008, 2009 et 2010 (avec Győri ETO KC), 2015 (avec FTC Budapest), 2016, 2017, 2018 et 2019 (avec Győri ETO KC)
- vainqueur de la coupe de Hongrie (7) en 2008, 2009, 2010, 2015, 2016, 2018 et 2019 (avec Győri ETO KC)

### Sélection nationale
championnats d'Europe
- troisième du championnat d'Europe 2012

### Distinctions individuelles
- élue handballeuse hongroise de l'année en 2012
- meilleure marqueuse de la Ligue des champions 2012-2013 avec 95 buts
- élue meilleure défenseur de la Ligue des champions 2018[3]